# A Weird Exits
A Weird Exits — семнадцатый студийный альбом американской рок-группы Thee Oh Sees из Сан-Франциско. Он был выпущен 12 августа 2016 года лейблом Castle Face Records. Это 11-й альбом, выпущенный под полным названием «Thee Oh Sees», после того как группа ранее была известна как «OCS», «The Ohsees» и «The Oh Sees».

## История
Во время перерывов в обширном туре группы в поддержку Mutilator Defeated at Last группа импровизировала новые идеи для песен на репетициях, а вокалист и гитарист Джон Дуайер записывал идеи на кассету, чтобы послушать и выбрать понравившиеся.
Альбом и его компаньон, An Odd Entrances, в основном записывались вживую с постоянным звукорежиссёром и соавтором группы Крисом Вудхаусом. Относительно процесса записи барабанщик Райан Моутинью отметил: «Мы записали все это за три дня. На самом деле… я собираюсь сказать четыре, но на самом деле думаю, что три. Я был очень болен. У меня была температура сто двадцать градусов, и меня рвало. Я записал всю пластинку в толстовке с капюшоном, с поднятым капюшоном. Мы пошли туда, сделали это, а затем я, Тим [Хеллман] и Дэн [Ринкон] пошли домой, а Джон остался и закончил её».

## Отзывы
| Совокупная оценка | Совокупная оценка |
| Источник          | Оценка            |
| ----------------- | ----------------- |
| Metacritic        | 82/100            |
| Оценки критиков   |                   |
| Источник          | Оценка            |
| AllMusic          | [ 3 ]             |
| Pitchfork         | 7.5/10            |

Альбом получил положительные оценки и широкое признание от музыкальных критиков. На интернет-агрегаторе Metacritic, который присваивает нормализованный рейтинг из 100 баллов по рецензиям основных изданий, альбом A Weird Exits получил средний балл 82 из 100, основанный на 19 профессиональных рецензиях, что указывает на «всеобщее признание».
В своей статье для AllMusic Тим Сендра похвалил разнообразие альбома, игру Джона Дуайера на гитаре и постоянную производительность группы: «С Mutilator, а теперь и с этим альбомом, группа работает на полную мощность и даже больше, создавая психоделические-прог-метал-панк-джемы на века».

### Итоговые списки
| Публикация  | Список                     | Год  | Ранг | Ссылка |
| ----------- | -------------------------- | ---- | ---- | ------ |
| Mojo        | The 50 Best Albums of 2016 | 2016 | 29   | [ 5 ]  |
| Rough Trade | Albums of the Year         | 2016 | 7    | [ 6 ]  |
| Uncut       | Top 75 Albums of 2016      | 2016 | 11   | [ 7 ]  |

## Список композиций
| №  | Название                      | Длительность |
| -- | ----------------------------- | ------------ |
| 1. | «Dead Man's Gun»              | 3:28         |
| 2. | «Ticklish Warrior»            | 3:06         |
| 3. | «Jammed Entrance»             | 5:21         |
| 4. | «Plastic Plant»               | 5:40         |
| 5. | «Gelatinous Cube»             | 3:27         |
| 6. | «Unwrap the Fiend Pt. 2»      | 4:27         |
| 7. | «Crawl Out Into the Fall Out» | 7:50         |
| 8. | «The Axis»                    | 6:11         |

## Чарты
| Чарт (2016)                 | Высшая позиция |
| --------------------------- | -------------- |
| Бельгия/Фландрия (Ultratop) | 146            |
| Бельгия/Валлония (Ultratop) | 105            |
| Нидерланды (Album Top 100)  | 188            |